# Cartuchos Nosler

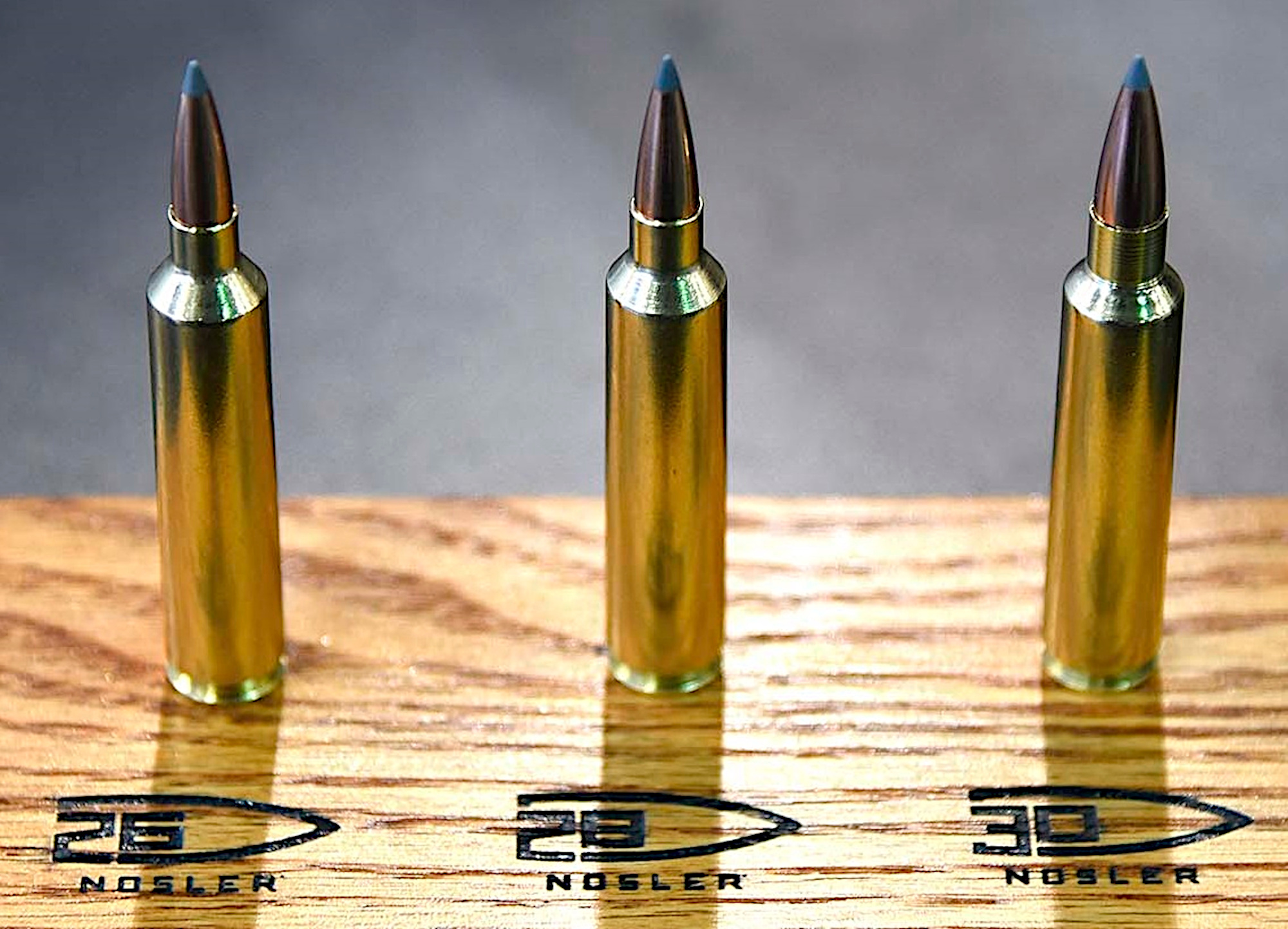
Os cartuchos 26 Nosler, 28 Nosler, e 30 Nosler.

Cartuchos Nosler, é a designação geral de uma gama de cartuchos de alta performance para rifles, produzidos pela Nosler, voltados primordialmente para o mercado de caça, utilizando balas de ponta oca e de ponta macia.

## Produtos
Esses são os cartuchos disponibilizados pela Nosler:
1. 26 Nosler - 2013, calibre .264 (6,5 mm)[1]
2. 28 Nosler - 2015, calibre .284 (7,0 mm)[2]
3. 30 Nosler - 2016, calibre .308 (7,62 mm)[3]
4. 33 Nosler - 2016, calibre .338 (8,5 mm)[4]
5. 22 Nosler - 2017, calibre .224 (5,5 mm)[5]
6. 24 Nosler - 2019, calibre .243" (6,1 mm)[6]
7. 27 Nosler - 2020, calibre .270 (7,0 mm)[7]

O cartucho 24 Nosler não consta na lista de cartuchos no site oficial da empresa, apesar de existir alguma documentação sobre ele.

### 26 Nosler
Primeiro cartucho criado pela Nosler, o 26 Nosler (6,5×66mmRB) é um cartucho de fogo central, para rifle de base rebatida em forma de "garrafa", foi anunciado em novembro de 2013.
Assim como os demais fabricantes, os nomes dos cartuchos da Nosler são relacionados aos calibres; o 26 Nosler se refere ao calibre .264" (6,5 mm) das bals que o cartucho dispara seguido do nome da empresa que o criou.
O 26 Nosler foi projetado como um cartucho moderno de 6,5 mm, usando avanços recentes na tecnologia de armas de fogo para atingir velocidades de saída do cano excepcionalmente altas, de até 3.400 pés/s (1.040 m/s), mantendo trajetórias extremamente planas. O comprimento total do cartucho de 3,340 polegadas (84,8 mm) é o mesmo do .30-06 Springfield, permitindo o uso de ações de comprimento padrão amplamente disponíveis. Ele foi o primeiro cartucho da Nosler a ser aceito e padronizado pela SAAMI. O 26 Nosler é baseado no estojo do .404 Jeffery encurtado para o mesmo comprimento do .30-06 remodelado por "fire forming"  e com com o "pescoço" estreitado e encurtado com um "ombro" acentuado.
A Nosler afirmava que o 26 Nosler era o cartucho comercial de 6,5 mm mais poderoso do mundo, no entanto, desde o lançamento do 6,5-300 Weatherby Magnum em 2016 passou a ser o segundo cartucho de 6,5 mm mais poderoso. O 26 Nosler, quando carregado com balas de muito baixo arrasto "AccuBond Long Range" de 129 grãos, retém tanta velocidade a 400 jardas quanto o .260 Remington produz na boca do cano.
A alta velocidade do cartucho 26 Nosler levantou preocupações sobre o desgaste excessivo do cano, potencialmente desgastando os canos a uma taxa mais rápida do que o .264 Winchester Magnum semelhante, que já tinha a reputação de ser um "queimador de canos".

### 28 Nosler
Segundo cartucho criado pela Nosler, o 28 Nosler é um cartucho de fogo central, para rifle de base rebatida em forma de "garrafa", no calibre .284" (7 mm); foi introduzido em 2015 e aprovado pela SAAMI em 19 de janeiro daquele ano.
O 28 Nosler é baseado no 26 Nosler que foi lançado no ano anterior. O 28 Nosler compartilha tem o mesmo comprimento total (3,340") do 26 Nosler, o que permite que ele também faça uso de ações de comprimento padrão. Este recurso ajuda desportistas preocupados com o peso total do equipamento, aliviarem a carga da munição antes de se aventurarem no campo. O comprimento total dos estojos também ajuda em disparos de acompanhamento "follow-up shots" rápidos, uma vez que o movimento do ferrolho é mais curto do que em uma ação magnum.
O 28 Nosler é essencialmente uma versão reduzida do 7mm Remington Ultra Magnum. Eles compartilham um diâmetro máximo do corpo de 0,550 polegadas. Reduzir o aro para 0,534 polegada simplifica a produção de ferrolhos de rifle, já que os aros dos magnums cinturados no estilo Holland & Holland, como o 7mm Remington Magnum e o .300 Winchester Magnum, têm o mesmo diâmetro. Enquanto o estojo do "7mm RUM" mede 2,387 polegadas de comprimento da "cabeça" à junção "corpo"-"ombro", essa medida no estojo do 28 Nosler é de 2,166 polegadas. A dimensão nesse ponto no estojo 28 Nosler é 0,002 polegada maior, e isso reduz a conicidade do corpo apenas um pouco. Os comprimentos máximos do estojo são 2,850 e 2,590 polegadas, respectivamente. Os ângulos dos ombros são 30 graus para o cartucho Remington e um pouco mais nítidos de 35 graus para o Nosler. Devido ao seu maior comprimento, o estojo Remington tem capacidade 25% maior que o Nosler.

### 30 Nosler
Terceiro cartucho criado pela Nosler, o 30 Nosler é um cartucho de fogo central, para rifle de base rebatida em forma de "garrafa", no calibre .308" (7,62 mm); foi introduzido em 11 de janeiro de 2016.
Assim como os cartuchos 26 Nosler e 28 Nosler lançados anteriormente, o 30 Nosler também era baseado no .300 Remington Ultra Magnum.
Enquanto o 26 Nosler e o 28 Nosler compartilham as mesmas dimensões de estojo, o Nosler 30 tem um comprimento ligeiramente mais curto na dimensão do ombro que seus antecessores.

### 33 Nosler
Quarto cartucho criado pela Nosler, o 33 Nosler é um cartucho de fogo central, para rifle de base rebatida em forma de "garrafa", no calibre .338" (8,5 mm); foi introduzido em 28 de novembro de 2016.
Todos os quatro cartuchos de Nosler, 26 Nosler, 28 Nosler, 30 Nosler e 33 Nosler, são baseados no mesmo "cartucho pai", o .300 Remington Ultra Magnum. Enquanto o 26 Nosler e o 28 Nosler compartilham as mesmas dimensões de estojo, o Nosler 30 tem um comprimento ligeiramente mais curto na dimensão do ombro que seus antecessores. e o 33 Nosler tem uma dimensão do ombro ainda mais curta que o 30 Nosler.

### 22 Nosler
Quinto cartucho criado pela Nosler, o 22 Nosler é um cartucho de fogo central, para rifle de base rebatida em forma de "garrafa", no calibre .224" (5,5 mm); foi introduzido no SHOT Show em 17 de janeiro de 2017.
Assim como os antecessores, o cartucho 22 Nosler também foi reconhecido e padronizado pela SAAMI.
A Nosler afirma que o 22 Nosler entrega 25% mais de capacidade de carga no estojo e perto de 300 pés/s a mais de velocidade que um .223 Remington ou um 5,56×45mm NATO, o que significa que o caçador médio vai conseguir abater seus alvos a distâncias cerca de 20% maiores. O 22 Nosler foi projetado para usar a a face do ferrolho padrão dos modelos AR-15 e a conversão para esse cartucho demanda apenas a troca do cano da arma. O "ombro" do estojo do 22 Nosler foi deslocado um pouco para trás em relação aos cartuchos 5,56 mm, alterando o "headspace", apenas para evitar possíveis equivocos de tentar carregar cartuchos 5,56 mm em rifles 22 Nosler. O diâmetro do estojo e a conicidade são semelhantes aos do 6,8mm Remington SPC; portanto, a Nosler recomenda o uso de carregadores projetados para esse cartucho. Embora semelhante ao "6,8 SPC" em alguns aspectos, a Nosler afirma que não há nenhum "estojo pai" e o 22 Nosler não pode ser formado a partir de um estojo de "6,8 SPC".

### 24 Nosler
Sexto cartucho da série, o 24 Nosler foi criado por Mike Lake, engenheiro sênior de pesquisa e desenvolvimento da Nosler em 2019, porém não consta no site oficial da empresa. O 24 Nosler é um cartucho de fogo central, para rifle de base rebatida em forma de "garrafa", no calibre .243" (6,1 mm); é basicamente um 22 Nosler um pouco mais curto e com o "pescoço" alargado para balas de 6 mm de diâmetro, sendo sua principal característica, o fato de poder usar carregadores padrão para rifles que seguem o padrão AR-15.

### 27 Nosler
Sétimo cartucho criado pela Nosler, o 27 Nosler é um cartucho de fogo central, para rifle de base rebatida em forma de "garrafa", no calibre .270" (7,0 mm); foi introduzido no SHOT Show em 21 de janeiro de 2020.
A Nosler planeja utilizar uma taxa de torção de 1:8,5" no cano do seu rifle M48 com câmara para o 27 Nosler e pretende estender o uso desse cartucho em toda a sua linha de rifles. A carga inicial de fábrica vai incluir balas "AccuBond" de 150 grains e "AccuBond Long Range" (ABLR) de 165 grains.
Para a recarga manual, a Nosler vai oferecer estojos preparados, balas e dados técnicos para recarga para o 27 Nosler. Conjuntos de dies para recarga da RCBS já estão disponíveis para o cartucho.
Quando dispara uma bala "AccuBond Long Range" de 150 grains de um rifle com cano de 26 polegadas, o 27 Nosler leva vantagem de aproximadamente 400 pés/s sobre o .270 Winchester, cerca de 300 pés/s sobre o 270 WSM e 100-150 pés/s sobre o .270 Weatherby.